# Lagunaria patersonia
Lagunaria patersonia là một loài thực vật có hoa trong họ Cẩm quỳ. Loài này được (Andrews) G. Don mô tả khoa học đầu tiên năm 1831.